# Andrei Potcoavă

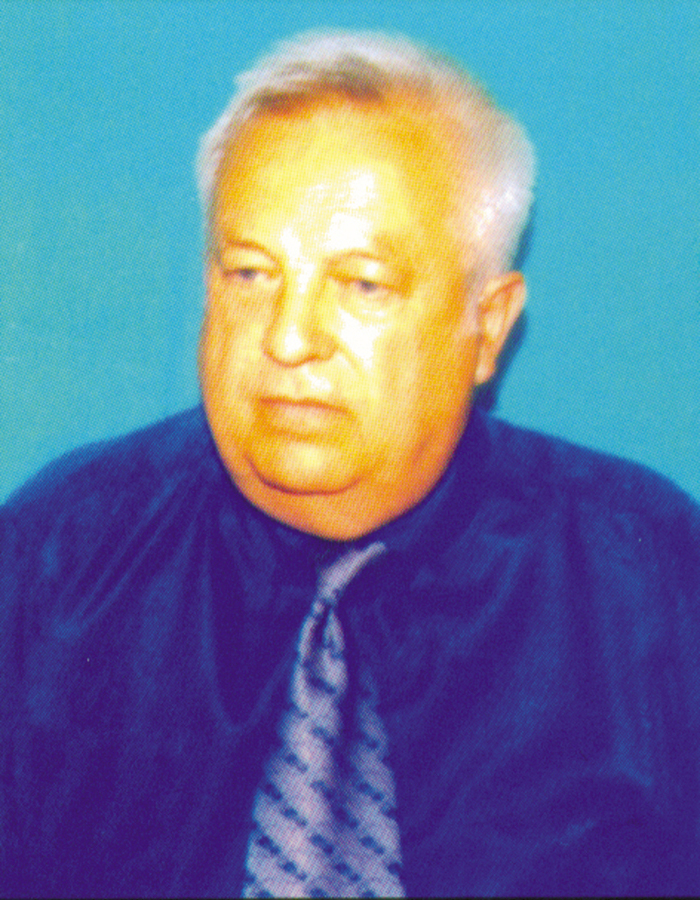
Andrei Potcoavă

Andrei Potcoavă (n. 19 august 1939, Sânpetru, Brașov) a fost un senator în legislatura 1992-1996 ales în județul Dolj pe listele  Partidul Național Țărănesc Creștin Democrat . A intrat Parlament pe data de  22 februarie 1993 - HS nr.7/1993 prin înlocuierea senatorului Aurelian Popescu. Este scriitor și filatelist.

## Biografie
A făcut școala primară și elementară în Tr. Severin. În 1956 a absolvit Liceul "Traian" din Tr. Severin. În baza diplomei de merit, conferită la absolvirea liceului, este admis la Facultatea de Chimie Industrială din Institutul Politehnic "Traian Vuia" din Timișoara, pe care o absolvă în 1961. A lucrat 40 de ani în industria de chimie și petrol.

## Activitate politică
În februarie 1992 a fost ales consilier în primul Consiliu local al municipiului Craiova.
 În  legislatura 1992-1996 a fost senator în  Parlamentul României unde, începând cu toamna anului 1993, a îndeplinit funcția de vicepreședinte al Comisiei de privatizare a Senatului. Andrei Potcoavă a inițiat două propuneri legislative. 

## Activitate literară

### Colaborări
"Viața Șantierului", "Chimistul", "Înainte", "Ramuri", "Mozaicul", "Revista de protecție a muncii", "Viața medicală", "Curierul Filatelic", "Pădurea noastră", "Parlamentul", "Filatelia", "Rațiunea" (din 2001 - director de imagine), Studioul de Radio Oltenia Craiova, "Mesagerul Olteniei" (din  2009 - secretar general de redacție). 

## Activitate filatelică
Este prezent cu activitate de peste 40 de ani în cadrul filialei Dolj a "Asociației Filateliștilor din România", conducând "Cercul Filatelic Municipal Craiova", "Cercul Militar Craiova" și îndeplinind funcția de vicepreședinte al "Asociației Filatelice Dolj".
 Ca organizator, se implică și obține aprecieri din partea oficialităților, presei și filateliștilor, inclusiv a participanților străini pentru modul cum a organizat desfășurarea expozițiilor interjudețene și internaționale în cadrul trilateralei "Craiova-Goma Oreahovitza-Rzeszow" sau a bilateralelor interțări România-Bulgaria și România-Polonia desfășurate la Craiova. Prin participarea la expozițiile internaționale de la Nanterre (1993), Bieisco - Biala (1994), Bratislava (1995), Plevna și Grinsbach am Rotai (2002) în calitate de conducător al delegației României, comisar național sau membru în juriu (atestat din 19.03.1994 pentru treapta I de nivel național, inclusiv la solicitare și delegare în jurii internaționale) reprezintă cu cinste culorile patriei, crescând prestigiul internațional al filateliei române.

Prin exponatele sale, în majoritate având tematică referitoare la elemente ale culturii românești, încearcă să devină un "ambasador al culturii românești", relevând fațetele variate ale acesteia în contextul timpului ca elemente componente ale culturii europene și universale ce demonstrează perenitatea viețuirii și locuirii românilor pe vatra strămoșească din ambientalul carpato-danubiano-pontic.
 Este prezent la expoziții interjudețene și naționale sau internaționale (sub patronaj FEPA sau FIP) cu exponate de filatelie tematică și maximafilie.
 Obține numeroase medalii în rang de argint, vermeil și aur. Activitatea i-a fost recunoscută și recompensată.

## Afilieri
● Membru fondator al Academiei Mondiale de Filatelie;
 
● Membru activ al Academiei Europene de Filatelie;
 
● Membru al Asociației Internaționale a Jurnaliștilor Filateliști;
 
● Membru fondator al Asociației Filatelice franco-române;
 
● Membru al Consiliului Director al Federației Filatelice Române;
 
● Membru fondator și al Consiliului Director al Societății Române de Maximafilie „Dr. V. Neaga";
 
● Membru de onoare al Federației Filatelice Române;
 
● Distins cu insigna de aur a Asociației Filatelice Române (1988) și a Federației Filatelice Poloneze (1997);

● Filatelist de Onoare al Societății Filatelice Cluj (2002).

● Membru al Ligii Scriitorilor din România;
● Membru al Uniunii Ziariștilor Profesioniști.

## Lucrări publicate
- Valențele comunicării prin timbru (I) - Fauna pădurii românești, Ed. Craita Sudului, Craiova, 2006
- Războiul pentru independență (1877-1878) - Valențele comunicării prin timbru (II), Ed. Sitech, Craiova, 2007
- Greșeli de machetare pe mărci poștale românești 1858-2005, Ed. Sitech, Craiova, 2008
- Risipite (eseuri, reportaje, interviuri), Ed. Sitech, Craiova, 2009